# キ8 (航空機)
中島 キ8
キ8試作5号機（105号機）
- 用途：戦闘機
- 分類：複座戦闘機
- 設計者：大和田繁次郎、松田敏夫
- 製造者：中島飛行機
- 運用者：大日本帝国陸軍
- 初飛行：1934年
- 生産数：5機
- 運用状況：不採用・退役

キ8は、第二次世界大戦前の戦間期に大日本帝国陸軍のために試作された複座戦闘機。設計・製造は中島飛行機による。性能の不良と、複座戦闘機の運用方針が陸軍内で不明確だったことにより不採用となった。

## 概要
1930年代、欧米の各国では複座戦闘機の開発が盛んに行われており、これに刺激を受けた中島では自主的に単発の複座戦闘機を開発することにした。社内名称「DF」として計画が立ち上げられたのは1933年（昭和8年）頃で、同年中には追認の形で陸軍からの試作指示を受注し、陸軍から「キ8」の名称を与えられている。大和田繁次郎技師が設計主務者を、松田敏夫技師が補佐を担当して作業は進められ、1934年（昭和9年）3月から1935年（昭和10年）5月にかけての間に101 - 105号機までの5機の試作機が完成した。1934年中には初飛行を経て、立川飛行場にて陸軍による審査が開始されている。
キ8は片持式の低翼を備える単葉機で、複座機ということで同時代の単座戦闘機よりも大柄であり、また大型の主翼によって翼面荷重を抑え、運動性を引き上げることが図られていた。胴体は全金属製モノコック構造だが、主翼は金属製骨組に前縁および基準翼の外縁とフィレットのみがジュラルミンによる金属鈑整形、外翼の残りでは平滑羽布外皮構造を採用している。主翼は逆ガル形式、翼端が楕円形の放物線テーパー翼で、屈折部は胴体に寄せられていた。尾翼は木金混合骨組に羽布張りで、胴体との接合部のみジュラルミン板で整形されている。降着装置は尾橇式で、主脚はジュラルミン製のスパッツで覆われた固定脚。後席の射撃手は後ろ向きに着座する。エンジンは単発で、中島「寿三型」（九四式五五〇馬力）の試作品である社内名称「NAH」を装備する。
その先進的な設計から、当初は陸軍側からも期待が寄せられていたが、審査開始後に実際に発揮した性能は、各種性能は九一式戦闘機と大きく変わらず、うち速度が複葉の九二式戦闘機と同等、上昇力では九二式戦を下回るなど事前の予想以下で、安定性も不足していた。さらに、計3回あるいは4回も昇降舵、補助翼、垂直尾翼といった各舵面の破損・脱落を繰り返す形で不具合が頻発したことで、陸軍からの評価は低くなっていった。舵面故障の原因は、金属製の部位の強度不足と逆ガル翼周りの気流の乱れが引き起こすバフェッティング、およびそれらが機体の運動性の良さに耐えられなかったためと推測された。
中島ではこれらの諸問題に対処すべくキ8の改修に邁進し、各舵面で実験的な改修が繰り返されるとともに、試作5号機では試験中に垂直尾翼へジュラルミン製の背鰭（フィン）が追加された。舵関連以外では、試作5号機ではエンジンカウリングが、本体の小径化による空気抵抗の低減や視界の改善を意図して、エンジンから突き出るバルブロッカー部を突起覆いに収めるイボつきカウリングに改められている。操縦席周りでは、風防は開放式、密閉式に加えて後ろへスライドする半密閉式の3種類が実験されており、うち半密閉式は日本製の戦闘機として初めての試みとなった。また、後席の旋回機銃を当初の八九式単装旋回機銃からより軽快な九四式単装旋回機銃へ変更した機体もあった。
これらの改修によって、実用レベルかつ九一式戦以上まで性能は向上した。しかし、陸軍からはいまだに主翼の剛性が不足していると判断されたことに加え、垂直尾翼の脱落事故をきっかけに始まった用兵論議によって、陸軍内において複座戦闘機に対する運用方針が固まっていないことが表面化した。そのため、1935年の基本審査終了をもって結局キ8は不採用となった。その後、試作機は連絡機に転用され、1940年（昭和15年）の時点では現役で用いられていた。

## 諸元（試作1号機）
出典：『日本航空機総集 中島篇』 73,74頁、『日本陸軍試作機大鑑』 49頁、『陸軍試作戦闘機』 88頁、「中島 キ-8 試作複座戦闘機」、『日本陸海軍戦闘機1930-1945』 32頁、『日本陸軍試作機物語』 98頁、『日本陸軍機の計画物語』 32,33頁。
- 全長：7.17 m[8]あるいは8.17 m[2][4][5][13][15]
- 全幅：12.88 m
- 全高：3.57 m
- 主翼面積：28.5 m2
- 自重：1,525 kg
- 全備重量：2,111 kg（試作5号機：2,162 kg）
- エンジン：中島 寿三型（NAH） 空冷星型9気筒レシプロ（離昇710 hp[15]あるいは750 hp[5]あるいは754 hp[2][20]） × 1
- 最大速度：328 km/h（試作5号機：378 km/h・いずれも高度4,000 m時）
- 巡航速度：220 - 230 km/h
- 実用上昇限度：8,760 m（試作5号機）
- 航続距離：1,000 km[要出典]
- 航続時間：4時間30分[5]あるいは4時間40分 - 4時間50分[2][8][15]
- 翼面荷重：74.1 kg/m2
- 武装：いずれも口径7.7 mm
八九式固定機関銃 × 2
八九式単装旋回機銃または九四式単装旋回機銃 × 1
- 乗員：2名